# Utumno
Ve Středozemi J. R. R. Tolkiena bylo Utumno (v sindarštině Udûn, což v znamená peklo) první baštou Melkora (Morgotha) na dalekém severu Středozemě.
Bylo vybudováno v prvním rozkvětu Ardy někdy kolem let 3400 (Jaro Ardy) pod Ered Engrin. V tu dobu Valar vybudovali Dvě Lampy, Illuin a Ormal, ale světla Lamp na Utumno příliš nedosahovala.
Udûn byl základnou Morgotha po dobu 1149 let, odtud zničil Lampy a obsazoval Ardu. Pádem Lamp skončil Věk blaženosti a Valar odešli do střeženého Valinoru. V Utumnu také znetvořil nově probuzené elfy ve skřety.
Utumno bylo zničeno během Dnů blaženosti v roce 1099 ve Válce Mocností, která byla vedena Valar na ochranu elfů. Morgoth byl poražen, Udûn zničen, ale Angband (bašta, jíž velel Sauron, vybudovaná na obranu proti Valar na severozápadě Středozemě) nebyl dostatečně prozkoumán a Sauron tak unikl.
O Udûnu se hovoří také v Pánovi prstenů, kde Gandalf nazve balroga „plamenem Udûnu“.